# Les Pavillons-sous-Bois
Les Pavillons-sous-Bois ist eine französische Gemeinde mit 24.872 Einwohnern (Stand 1. Januar 2022) in der Region Île-de-France im Département Seine-Saint-Denis. Die Einwohner werden Pavillonnais genannt.

## Geographie
Les Pavillons-sous-Bois liegt zehn Kilometer östlich von Paris.
Die Stadt liegt am Canal de l’Ourcq und an der RN 3.

### Stadtteile
- La Basoche (im Stadtzentrum)
- Les Coquetiers (im Süden)
- La Fourche (im Westen)

### Angrenzende Gemeinden
- im Norden Aulnay-sous-Bois
- im Osten Livry-Gargan
- im Süden Le Raincy und Villemomble
- im Westen Bondy

## Geschichte
Die Stadt wurde offiziell am 3. Januar 1905 gegründet.

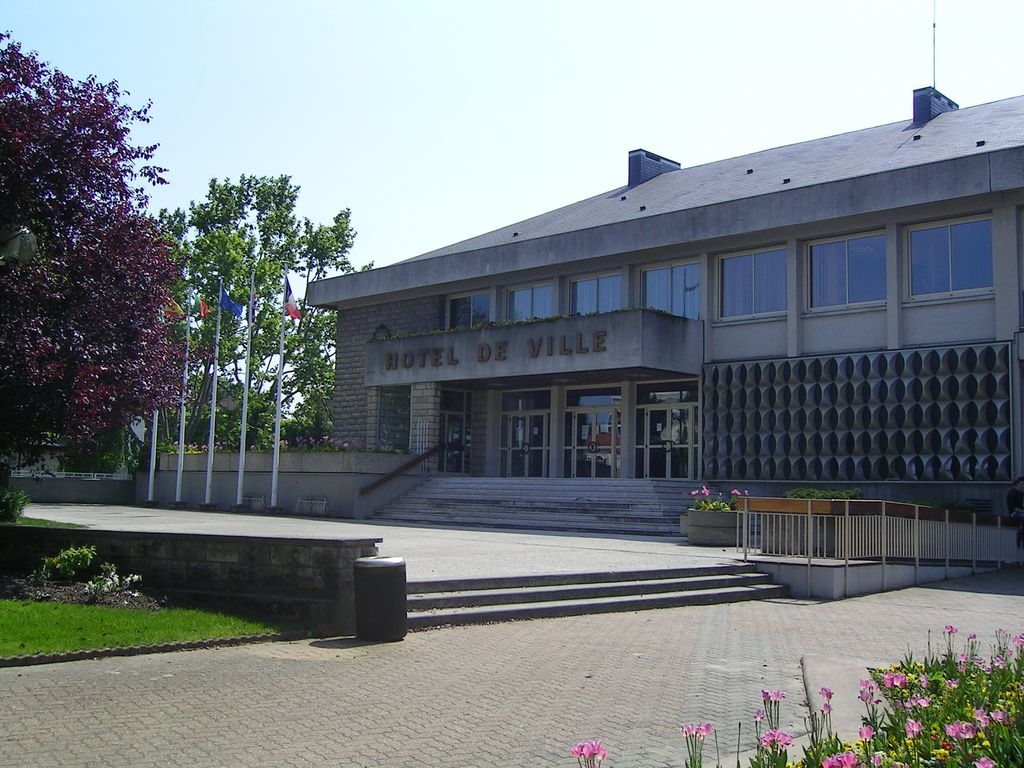
Rathaus

## Politik

### Städtepartnerschaften
Partnerstädte von Les Pavillons-sous-Bois sind:
- Brackley (England) seit 1972
- Bragança (Portugal) seit 1996
- Eichenau (Deutschland) seit 2004
- Ecija (Spanien) seit 1996

- Münstermaifeld (Deutschland) seit 2018

## Baudenkmäler
Siehe: Liste der Monuments historiques in Les Pavillons-sous-Bois

## Persönlichkeiten
- Denise Vernac (1916–1984), Schauspielerin